# SMS Fürst Bismarck
Pour les articles homonymes, voir Fürst Bismarck.
Le SMS Fürst Bismarck  était un croiseur cuirassé unique de la Marine impériale allemande.  Celui-ci fut construit sur le chantier naval impérial de Kiel (Allemagne) dans les années 1890.

Il porte le nom de Otto von Bismarck, premier chancelier de l'Empire allemand.

## Conception
Le SMS Fürst Bismarck a été commandé avant la course aux armements navals entre l'Allemagne et le Royaume-Uni. Compte tenu de la prédominance de la Royal Navy britannique et l'impossibilité de rivaliser avec elle, l'amiral Hollmann, secrétaire d'État à la Marine a envisagé  de construire une petite flotte composée de torpilleurs et les navires de défense côtière pour les eaux allemandes. Ce dispositif serait complété par un petit nombre de croiseurs pour des missions à l'étranger, y compris la protection du commerce. 
Il a été le premier navire de guerre de ce type, classé en croiseur de 1re classe. Le précédent croiseur protégé SMS Kaiserin Augusta et les cinq unités de la classe Victoria Louise ont été classés en croiseur de 2e classe.

Il était plus grand et mieux armé que ces prédécesseurs et destiné à la protection des colonies allemandes en Asie et dans le Pacifique, il rejoint la escadre d'Extrême-Orient.
Le navire avait une infrastructure en cadre d'acier, mais sa coque était encore en bois recouvert d'un blindage ne descendant pas plus d'un mètre en dessous la ligne de flottaison. Il possédait 13 compartiments étanches et un double fond. Le blindage était en acier Krupp de 5 à 20 cm d'épaisseur selon les éléments de protection.

## Histoire
Le Fürst Bismarck a été le navire amiral à partir de 17 août 1900  de l'amiral Curt von Prittwitz und Gaffron, de l'Escadre d'Extrême-Orient basée à Tsingtao en Chine. Il a participé à la répression de la révolte des Boxers. Il est resté en stationnement dans cette région jusqu'en 1909, après avoir été relevé par le Scharnhorst.
De retour à Kiel, le Fürst Bismarck  a subi une refonte entre 1910 et 1914. Il a servi, au début de la Première Guerre mondiale comme navire de défense côtière. Retiré du service actif il a servi de navire-école pour les ingénieurs jusqu'à la fin de la guerre. 

Déclassé le 17 juin 1919, il a été vendu pour démolition en 1920.